# درک ساندرز
درک ساندرز (انگلیسی: Derek Saunders؛ ۶ ژانویهٔ ۱۹۲۸ – ۲۵ دسامبر ۲۰۰۷) یک بازیکن فوتبال بود.
وی سابقه ۶ سال عضویت در تیم چلسی و ۲۰۳ بازی برای این تیم را در کارنامه دارد، وی همچنین عضو تیم ملی انگلستان در بازی‌های المپیک تابستانی ۱۹۵۲ بوده است.